# Nuaimi Tower
Nuaimi Tower – wieżowiec w Dubaju, w Zjednoczonych Emiratach Arabskich, o wysokości 172 m. Budynek liczy 46 kondygnacji. Ukończenie budowy miało miejsce w 2006 r.